# Suzy Volterra
Pour les articles homonymes, voir Volterra (homonymie).
 Suzy Grimberg, Suzy Volterra de son nom d'épouse, née le 3 octobre 1912 dans le 11e arrondissement de Paris et morte le 27 septembre 2006 dans le 20e arrondissement., est une personnalité du monde équestre, propriétaire de chevaux de courses.

## Biographie
Suzy Grimberg commence sa carrière comme danseuse à l'Opéra de Paris.
En 1947, elle rencontre Léon Volterra, imprésario parisien et grand amateur de chevaux, qu'elle épouse peu de temps avant qu'il meure en 1949. Il lui a laissé ses biens dont son écurie de chevaux de courses.

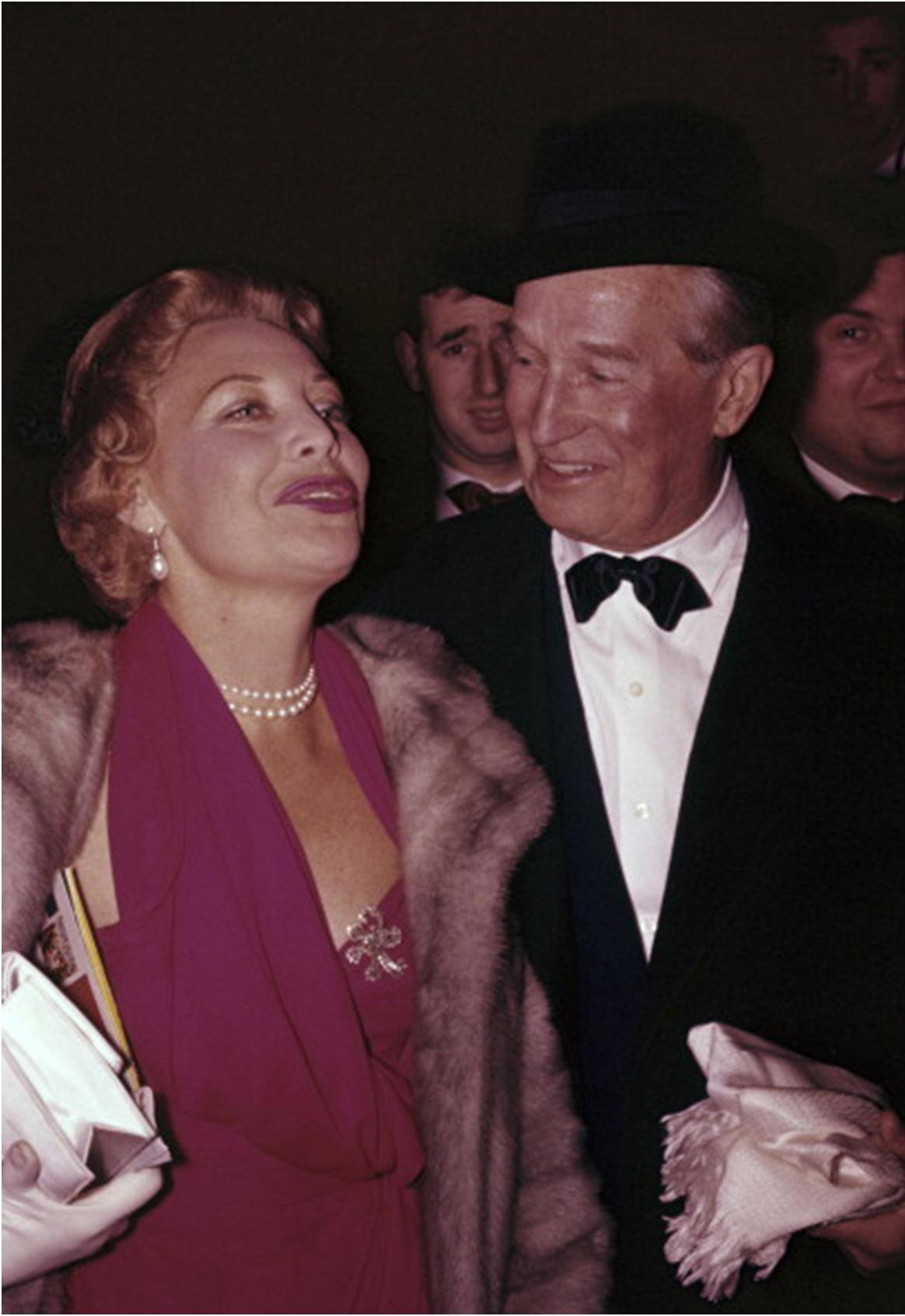
Madame Léon Suzy Volterra avec Maurice Chevalier

Ses chevaux ont remporté de nombreuses courses dont le Derby d'Epsom, le Grand Prix de Paris, le Prix de l'Arc de Triomphe, … qui lui ont valu le « ruban rouge » : la casaque cerclée rouge cerise et blanc, manche et toque blanche.
Elle a été décorée de la Légion d'honneur en 1957. 
Suzy Volterra est morte en septembre 2006, quelques jours avant son 94e anniversaire. Elle a légué ses trophées à France Galop afin qu'ils y soient exposés, rendant hommage à son défunt mari.